# Davor Božinović
Davor Božinović (ur. 27 grudnia 1961 w Puli) – chorwacki polityk i dyplomata, ambasador, minister obrony (2010–2011) oraz spraw wewnętrznych (od 2017), od 2019 także wicepremier, parlamentarzysta.

## Życiorys
Z wykształcenia politolog, ukończył studia na wydziale nauk politycznych Uniwersytetu w Zagrzebiu, uzyskał następnie doktorat. Od 1987 pracował jako urzędnik administracji państwowej, od 1990 w resorcie obrony. W 1994 przeszedł do służby dyplomatycznej, był starszym radcą w departamencie stosunków konsularnych Ministerstwa Spraw Zagranicznych, następnie kolejno zastępcą dyrektora i dyrektorem departamentu ds. krajów sąsiedzkich, asystentem ministra, koordynatorem stosunków z Jugosławią. W 2001 objął stanowisko chargé d'affaires ad interim w ambasadzie w Belgradzie, zaś rok później uzyskał nominację na ambasadora Chorwacji w Serbii i Czarnogórze. W 2004 wrócił do Chorwacji jako dyrektor biura prezydenta Chorwacji, po czym w 2005 objął posadę ambasadora przy NATO. W 2008 został sekretarzem stanu w Ministerstwie Spraw Zagranicznych i Integracji Europejskiej, gdzie odpowiadał za negocjacje akcesyjne z Unią Europejską.
W grudniu 2010 wszedł w skład rządu Jadranki Kosor jako minister obrony, zakończył urzędowanie wraz z całym gabinetem w grudniu 2011. Przystąpił w trakcie urzędowania do Chorwackiej Wspólnoty Demokratycznej. Z jej ramienia w wyborach w 2011 uzyskał mandat posła do Zgromadzenia Chorwackiego. W 2012 został także obserwatorem w Parlamencie Europejskim przy frakcji Europejskiej Partii Ludowej.
W październiku 2016 premier Andrej Plenković powierzył mu funkcję szefa swojego gabinetu. W czerwcu 2017 w trakcie rekonstrukcji rządu przeszedł na stanowisko ministra spraw wewnętrznych. W lipcu 2019 objął dodatkowo urząd wicepremiera.
W 2020 ponownie został wybrany do chorwackiego parlamentu. W lipcu tegoż roku w drugim gabinecie dotychczasowego premiera utrzymał stanowiska wicepremiera oraz ministra spraw wewnętrznych. W 2024 utrzymał mandat poselski na kolejną kadencję. W maju 2024 w trzecim rządzie lidera HDZ pozostał na obu dotychczas pełnionych funkcjach.